# Station Bellgrove
Bellgrove is een spoorwegstation in Glasgow. 